# Руда (Ковельський район)
Руда́ — село в Україні, у Вишнівській сільській громаді Ковельського району Волинської області.
Населення становило 504 особи у 2022 році.

## Географія
На північно-західній стороні від села бере початок річка Стопирка, ліва притока Вижівки.

## Історія
У 1906 році село Любомльської волості Володимир-Волинського повіту Волинської губернії. Відстань від повітового міста 46  верст, від волості 15. Дворів 133, мешканців 823.
Село розташоване по обидві сторони верхньої течії річки Вижівка (притоки Прип'яті). Транспортне сполучення: через село проходить залізнична колія Ковель — Ягодин, зупинка Руда і Підгородне, стара ґрунтова дорога Ковель — Любомль — Холм. За 3 км південніше проходить міжнародна автострада М-07 Київ — Ковель — Ягодин — Варшава. Відстань до Любомля 20 км, до Луцька 108 км. В селі діють школа-дитсадок 1 ступеня, бібліотека, клуб, фельдшерсько-акушерський пункт, два магазини, бар «Мисливець», психо-неврологічний інтернат де проживають станом на 1.01.2009 року 147 осіб. В селі споруджений пам'ятник односельчанам, які загинули під час радянсько-німецької війни.

## Населення
Згідно з переписом УРСР 1989 року чисельність наявного населення села становила 549 осіб, з яких 235 чоловіків та 314 жінок.
За переписом населення України 2001 року в селі мешкало 586 осіб.

### Мова
Розподіл населення за рідною мовою за даними перепису 2001 року:
| Мова       | Відсоток |
| ---------- | -------- |
| українська | 98,46 %  |
| російська  | 1,37 %   |